# Arrondissement Condom
Arrondissement Condom (fr. Arrondissement de Condom) je správní územní jednotka ležící v departementu Gers a regionu Midi-Pyrénées ve Francii. Člení se dále na 11 kantonů a 159 obcí.

## Kantony
- Cazaubon
- Condom
- Eauze
- Fleurance
- Lectoure
- Mauvezin
- Miradoux
- Montréal
- Nogaro
- Saint-Clar
- Valence-sur-Baïse